# Ludwig Johannes Tschischko
Ludwig Johannes Tschischko (* 18. Juni 1858 in Kommodern, Gouvernement Kowno, Russisches Kaiserreich; † 21. Februar 1918 bei Stackeln, Lettland), kurz Ludwig Tschischko, auch Ludwig Johann Tschischko genannt, eigentlich lettisch Ludvigs Jānis Čiško, war ein lettischer Pastor. Er gilt als evangelisch-lutherischer Märtyrer und ist auf dem Rigaer Märtyrerstein verzeichnet.
Die Datumsangaben in diesem Artikel richten sich, wenn nicht anders angegeben, für den Zeitraum bis 1918 nach dem julianischen Kalender.

## Leben

### Jugend und Ausbildung
Ludwig Johannes Tschischkos Vater war der Arrendator Martin Tschischko, seine Mutter hieß Katharina, geborene Feldmann. Von 1873 bis 1880 besuchte Ludwig Johannes Tschischko das Gouvernements-Gymnasium in Mitau. 
Von 1881 bis 1890 studierte Tschischko Theologie an der Kaiserlichen Universität Dorpat. 1891 erhielt er sein Diplom als graduierter Student. 1892 begann seine Kandidatur auf das geistliche Amt in Kurland. Am 10. Januar 1893 wurde er in Sankt Petersburg ordiniert, danach war er Pastor-Vikar.

### Arbeit in Pskow
Durch Einwanderung aus Livland kam es zur Bildung kleiner lutherischer Gemeinden im Gouvernement Pskow, die von dem Pastor in Pskow betreut werden mussten. Deshalb wurde vom Generalkonsistorium eine weitere Predigerstelle eingerichtet, die speziell für die Letten in den Gemeinden Pskow, Laura, Kateschna und Pokrowsk gedacht war. Ludwig Johannes Tschischko hatte diese Stelle kommissarisch ab 1893 unter verschiedenen Titeln inne. Für die Predigerwahl wurden zehn Wahlmänner aufgestellt. Deren Entscheidungen wurden wiederholt angefochten, mal wurde beim Generalkonsistorium protestiert, mal beim Innenministerium. 
Am 6. September 1895 heiratete Tschischko Emilie Kampe (* 1865). 
Nachdem Tschischko bereits zweimal vom Konsistorium in das neugeschaffene Amt eingesetzt worden war und Proteste beide Male zur Annullierung der Entscheidung durch das Generalkonsistorium geführt hatten, kam es am Sonntag, dem 4. Oktoberjul. / 16. Oktober 1898greg., zu einer dritten Wahl Tschischkos, bei der er fünf gegen drei Stimmen bei zwei Enthaltungen erhielt. Es kam erneut zu Protesten. Grund für die lähmenden Konflikte waren nationale Strömungen und die Tatsache, dass die „Instruktion“, ein Statut des Ministeriums, die lettischen und deutschen Gemeinden aneinander band.
Am 16. April 1900 wurde Tschischko schließlich nach jahrelangen Streitigkeiten ordentlicher Pastor des lettischen Teils der St. Jakobi-Gemeinde in Pskow. Die Amtseinführung führte Pastor G. Keußler aus St. Petersburg mit dem Ortsprediger Bresinsky durch. Tschischko sollte die Letten, die im Gouvernement verstreut lebten, zu Gemeinden zusammenführen. Die Arbeit hier in der evangelischen Diaspora war schwer. Am Anfang hatte er keinerlei Erfolg, da er in allen Punkten auf Widerstand stieß. Im Laufe von 18 Jahren zuverlässigen und zähen Arbeitens gelang ihm aber der Aufbau eines fruchtbaren Gemeindelebens. Neben seiner geistlichen Tätigkeit war Tschischko Lehrer des Lehrerseminars des Kadetten-Korps und des Gymnasiums.

### Pastor in St. Matthiä
Am 4. November 1909 wurde Ludwig Johannes Tschischko auf dem Kirchenkonvent mit vier Gegenstimmen, die Pastor Maldon aus Lubahn erhielt, zum Nachfolger Pastor A. Needras, der nach Kalzenau gewechselt war, in der kleinen Gemeinde von St. Matthiä im Gouvernement Livland gewählt. Er folgte dem Ruf gern, da die schwere Aufbauarbeit im Gouvernement Pskow ihn psychisch und physisch angegriffen hatte, so dass er sie nicht mehr fortsetzen konnte, obwohl die Gemeinde ihn gerne behalten hätte. Der lettische Teil der neuen Gemeinde nahm ihn als Letten gerne an, er konnte sich aber auch schnell die Sympathie des deutsch-baltischen Teils der Gemeinde erwerben, da er sich durch Freundlichkeit und Hilfsbereitschaft auszeichnete. 
Hier konnte er sechs Jahre lang ungestört arbeiten, bis der Erste Weltkrieg die Umstände veränderte. Die russischen Soldaten beeinflussten die Bevölkerung, so dass sozialistische und atheistische Überzeugungen zunahmen. Die Gemeinde wurde gespalten. Ältere Gemeindeglieder blieben christlich und kirchlich eingestellt, während die jüngeren aufgrund der genannten Einflüsse dem Atheismus und Antiklerikalismus zuneigten.
1917 kam Livland das erste Mal unter die Vorherrschaft der Bolschewiki. Auch viele Konfirmanden Tschischkos schlossen sich diesen an. Dies verletzte den Pastor sehr, da er sich besondere Mühe mit deren Ausbildung gegeben hatte. Als ihm Teile seines Besitzes entzogen wurden, leistete er keinerlei Widerstand. Allerdings weigerte er sich entschlossen, den Bolschewiki die Kirche zu öffnen.
Am 18. Februar 1918 endete der Waffenstillstand zwischen dem Deutschen Reich und Russland. Die deutsche Armee begann vorzurücken, da sie die Bedingungen des Waffenstillstands durch die Russen als nicht erfüllt betrachtete. Die Russische Armee und die lettischen Schützenregimenter zogen sich zurück. Die lettischen Bolschewiki reagierten auf ihren Machtverlust mit Vergeltungsmaßnahmen an ihren Gegnern, wozu sie auch Tschischko rechneten.

### Festnahme und gewaltsamer Tod
Am 20. Februar 1918, der auf den Bußtag fiel, zog Ludwig Johannes Tschischko seinen Talar über und wollte zum Gottesdienst fahren. Zwei kommunistische Milizionäre verhafteten ihn und brachten ihn nach Wolmar. Dort kam er abends mit zehn weiteren Festgenommenen an. Die Zuständigkeit übernahm das 7. lettische Schützenregiment. Die Gefangenen wurden in einem kleinen Zimmer inhaftiert, in dem sich schon zehn weitere Personen befanden. Ihr Geld wurde konfisziert. Sie mussten auf dem verdreckten Boden schlafen. Der Pastor betreute die anderen Gefangenen seelsorgerisch. 
Nachts um 1 Uhr 30 wurden die Gefangenen geweckt. Es war beabsichtigt, sie nach Walk zurücklaufen zu lassen. Während sie in dem überfüllten Zimmer unter unerträglicher Hitze zu leiden hatten, waren sie nun großer Kälte ausgesetzt. Der Marsch begann. Auf dem Weg näherten sich einige andere Gefangene, die jünger und kräftiger waren, dem Pastor und sagten ihm, dass sie die Absicht hatten, ihre sechsköpfige bewaffnete Eskorte zu überwältigen und zu erwürgen. Tschischko solle sich darauf vorbereiten, zu fliehen. Der Pastor bat sie, niemanden zu töten, da sie nichts zu befürchten hätten. Die Männer gaben ihren Fluchtversuch auf. Nachdem der Zug vier Kilometer zurückgelegt hatte, befahl die Wache bei Kawershof, den Weg zu verlassen und durch eine Schneise im Wald weiterzugehen. Die Gefangenen begannen zu ahnen, was ihnen bevorstand. Sie gingen einige hundert Schritte in den Wald hinein. Die Anführer der Eskorte gaben den Beschluss des Iskolat (Ausführendes Komitee Latvijas) bekannt, dass sie erschossen werden sollten. Der Pastor ging auf die Wachen zu, um sie von ihrem Vorhaben abzuhalten. Ludwig Johannes Tschischko konnte seine Worte nicht zu Ende führen, da er durch einen Schuss getötet wurde. Fünf weitere Personen wurden durch Schüsse getötet, die übrigen Gefangenen konnten in der Dunkelheit im dichten Wald untertauchen.
Tschischko, der Lette war und sich um das Wohl seines Volkes bemüht hatte, war von anderen Letten getötet worden. Oskar Schabert kommentierte dies später in seinem Baltischen Märtyrerbuch (siehe Kapitel „Literatur“) mit: „Der letzte Entscheidungskampf wird nicht auf nationaler oder sozialer Grundlage ausgefochten, sondern Glaube und Unglaube werden einander die letzte Entscheidungsschlacht liefern.“ Die sechs Opfer wurden auf dem Friedhof von St. Matthiae beigesetzt.